# Echinopsis uyupampensis
Echinopsis uyupampensis ist eine Pflanzenart aus der Gattung Echinopsis in der Familie der Kakteengewächse (Cactaceae). Das Artepitheton uyupampensis verweist auf das Vorkommen der Art bei Uyupampa in der peruanischen Region Arequipa.

## Beschreibung
Echinopsis uyupampensis wächst strauchig mit mehreren niederliegenden bis aufsteigenden Zweigen. Die schlank zylindrischen Triebe weisen einen Durchmesser von bis zu 3 Zentimeter auf und sind bis zu 200 Zentimeter lang. Es sind neun schmale und flache Rippen vorhanden, die wenig gehöckert sind. Die auf ihnen befindlichen kleinen Areolen sind hellbraun. Aus ihnen entspringen acht bis zehn unregelmäßig angeordnete Dornen, die an ihrer Basis verdickt sind. Die Dornen weisen eine Länge von 0,2 bis 0,6 Zentimeter auf.
Die trichterförmigen, weißen Blüten sind an ihrer Außenseite rötlich. Sie sind bis zu 16 Zentimeter lang.

## Verbreitung und Systematik
Echinopsis uyupampensis ist in der peruanischen Region Arequipa in Höhenlagen um 3000 Meter verbreitet.
Die Erstbeschreibung als Trichocereus uyupampensis durch Curt Backeberg wurde 1936 veröffentlicht. Heimo Friedrich und Gordon Douglas Rowley stellten die Art 1974 in die Gattung Echinopsis.
Echinopsis uyupampensis ist nur unzureichend bekannt.

## Nachweise